# 南勢里 (麻豆區)
南勢里是位於中華民國臺灣臺南市麻豆區的村里。截至2017年（民國106年），里內有1,002戶、門牌數1,128個。
2018年臺南市里鄰調整中，南勢里屬於交通便利人口分散地區，符合「臺南市里鄰編組及調整辦法」規範，故里不予調整。僅鄰由27鄰調整為17鄰。於2018年1月29日實施。

## 地理
南勢里東邊以南61線及水圳為界，與寮廍里接壤；南邊以嘉南大圳為界，與清水里、東角里接壤；西邊與北勢里、大埕里接壤；北邊與北勢里及下營區開化里接壤。
南勢里由總爺派出所管轄。

## 文娛設施
里上設有一座活動中心。

## 教育

### 高級中等學校
- 國立曾文高級農工職業學校

### 國民中學
- 臺南市立麻豆國民中學

### 國民小學
- 臺南市麻豆區文正國民小學（页面存档备份，存于）

## 旅遊
- 麻豆代天府
- 臺南市總爺藝文中心（页面存档备份，存于）
- 麻豆水堀頭遺址（位於蔴荳古港文化園區內）